# Suçon (ecchymose)
Pour les articles homonymes, voir Suçon.

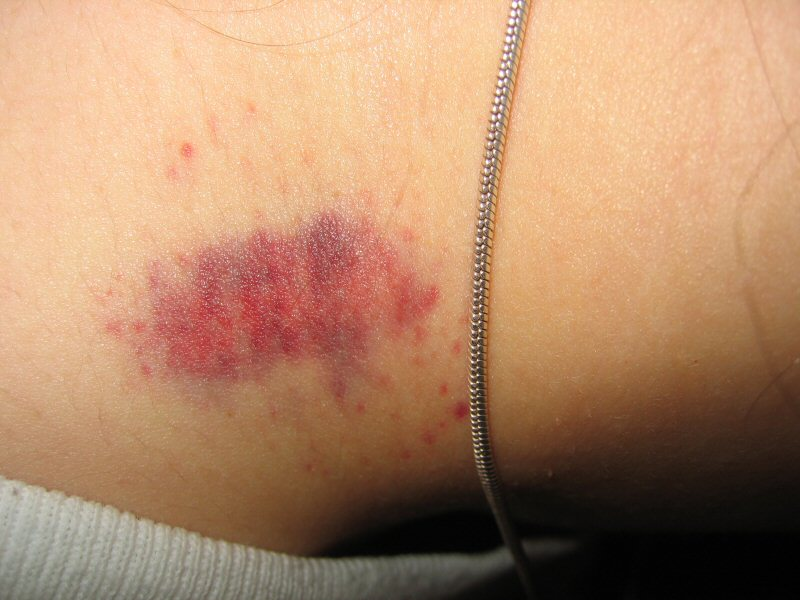
Suçon dans le cou.

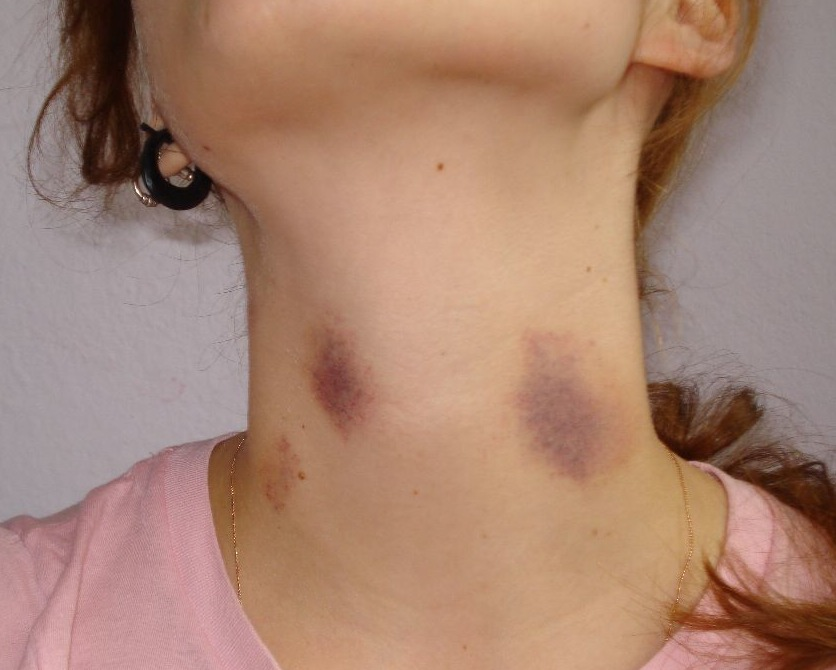
Suçons dans le cou.

Un suçon, ou sucette en français canadien, est une petite marque ou ecchymose temporaire, résultant d'une succion de la peau par la bouche, faite de manière suffisamment appuyée et prolongée pour que les vaisseaux sanguins situés sous la peau éclatent. Les suçons sont pratiqués dans l'intimité, ou non, sur un partenaire sexuel ou amoureux, comme un jeu, généralement dans la zone du cou. Ils s'accompagnent parfois d'une morsure.